# Bosch (eiland)

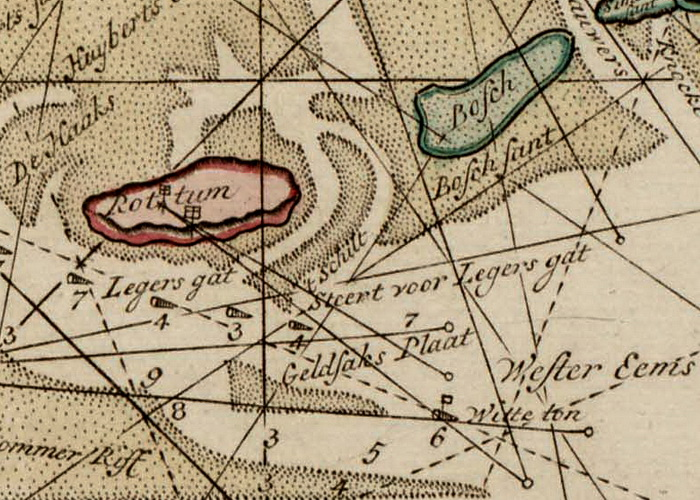
Kaart uit 1692.

Bosch is een voormalig eiland in de Waddenzee, dat tussen Schiermonnikoog en Rottumeroog lag en een restant was van het eiland Monnikenlangenoog. Volgens oude kaarten werd het aan de westkant van Schiermonnikoog gescheiden door de vaargeul De Lauwers en aan de oostkant van Rottummeroog door De Schille. De Bos(ch)plaat die in 1959 vastgroeide aan Rottumerplaat is naar het eiland vernoemd.

## Geschiedenis
Tot 1530 was het eiland eigendom van het klooster van Aduard. Het klooster had ook een voorwerk op het eiland. Het eiland verdween tijdens de Allerheiligenvloed van 1570 grotendeels in zee, waardoor het onbewoonbaar werd. Enkele decennia later groeide het eiland weer iets aan, maar in 1717 verdween Bosch tijdens de Kerstvloed voorgoed in zee. Volgens sommige bronnen zou op het eiland een dorp Cornsand hebben gelegen, volgens andere bronnen was Cornsand ooit een apart eiland dat op enig moment met Bosch was samengesmolten.
Schiermonnikoog lag in 1570 nog ruim tien kilometer ten westen van Bosch, maar aangezien Schiermonnikoog langzaam naar het oosten opschoof, ligt het oostelijk deel van het huidige Schiermonnikoog nu op de locatie waar eens het westelijk deel van Bosch lag.
Op de Boschplaat heeft een drenkelingenhuisje en een kaap gestaan: de kaap op de Boschplaat.

## Onderzoek
In 2006 werd voor het eerst een wetenschappelijke expeditie uitgerust om te zoeken naar overblijfselen, maar er werd vooralsnog niets gevonden. In het verlengde hiervan organiseerde het Groninger Museum in november 2007 een inbrengavond op Schiermonnikoog voor archeologische vondsten gedaan op het eiland, in de hoop langs die weg een aanknopingspunt te vinden. Hoewel er bijzondere vondsten werden getoond leverde deze avond geen nieuwe gezichtspunten op over het verleden van Bosch.
In maart 2008 zijn onder de duinen van Oost-Schiermonnikoog door onderzoekers 16e-eeuwse overblijfselen gevonden van bewoning op Bosch.
Grondradarbeelden lieten onder de oostpunt van Schiermonnikoog op een diepte van 3 à 4 meter verstoringen in de bodemopbouw zien die erop duiden dat op die plek vroeger een eiland lag.